# علي المؤيد
الدكتور علي حسين عبد القادر المؤيد هو رئيس الجهاز التنفيذي لهيئة الاعلام والاتصالات في العراق. ولد في بغداد سنة 1984، ينتمي لأسرة بغدادية اكاديمية تسكن مدينة الكاظمية ويعود أصول الأسرة الى زيد بن علي بن الحسين، كما انه ينتمي للأسر العراقية  الشهيرة آل الحكيم وآل الصدر وآل يس في امتداداته النسبية.

## مسيرته العلمية
علي المؤيد حاصل على شهادة البكلوريوس في العلوم السياسية من جامعة بغداد وكذلك ماجستير علاقات دولية والدكتوراه في الفلسفة السياسية.

## مسيرته العملية
يشغل حاليا منصب رئيس هيئة الاعلام والاتصالات في العراق، كما شغل مناصب أخرى مثل: عضوية مجلس المفوضين في هيئة الاعلام والاتصالات، ورئيس نقطة الاتصال الوطنية، كما شغل عضوية اللجنة العليا للحوار الوطني واللجنة العليا لأمن المعلومات ومجلس الهيئات المستقلة في العراق، مثل العراق في مجلس وزراء الإعلام العرب، وكذلك في المكتب التنفيذي لمجلس  وزراء الإعلام العرب.
بالإضافة إلى ذلك انضم إلى نقابة الصحفيين العراقيين بصفة عضو متمرس، فهو كاتب اكاديمي له العديد من المؤلفات والدراسات والمقالات المنشورة، وهو باحث ومستشار إعلامي، وترأس تحرير عدد من الوكالات الإعلامية العراقية.

## مناصبه
- رئيس هيئة الإعلام والاتصالات.
- رئيس نقطة الاتصال الوطنية.
- عضو اللجنة العليا للتحول الرقمي في العراق.
- عضو اللجنة العليا للأمن السيبراني في العراق.
- عضو اللجنة العليا للذكاء الاصطناعي في العراق.
- اختير مؤخرا رئيسا لمجلس وزراء الإعلام العرب للدورة 55.
- كما شغل عضوية اللجنة العليا للحوار الوطني
- عضوا سابقا في مجلس مفوضي هيئة الإعلام والاتصالات.
- عضو مركز حقوق الانسان العراقي.
- رئيس مركز المعرفة للدراسات.
- رئيس مؤسسة زيد بن علي للحوار.

## مؤلفاته
- الدولة الصفوية
- الحكمة تكوين وتمكين
- الاسهامات الفكرية والسياسية لمهدي الحائري
- الحوارات
- أزمة الإنسان المعاصر
- الرجاء والطريق
- الشهيد الثائر زيد بن علي بن الحسين

## الجوائز
- حصل المؤيد على جائزة افضل رئيس هيئة في العراق لعام 2021 بتصويت الجمهور العراقي.
- جائزة افضل رئيس هيئة في مجال جهود التحول الرقمي في منطقة شرق الأوسط من منظمة سامينا العالمية.
- العشرات من الشهادات التقديرية.

## انجازات وظيفية
هناك العديد من المنجزات الوظيفية التي تمت في زمنه أبرزها:
- زيادة إيرادات الدولة عن طريق زيادة ايرادات هيئة الاتصالات بما يساوي 3 أضعاف.
- انهاء ملف ديون شركات الهاتف النقال و استرداد الاموال لصالح خزينة الدولة .
- تسوية ديون وسائل الاعلام العراقي.
- الارتقاء بواقع خدمات الجيل الرابع في العراق ونقل العراق من مرتبة 122 الى 42.
- تشكيل غرف العلميات الميدانية لحل شكاوى المواطنين وإيجاد الحلول الفنية.
- تقليص الفجوة الرقمية في البلاد.
- تزويد 3500 مدرسة عراقية بنظام التعليم الإلكتروني.
- إدخال تقنيات البث الرقمي التلفزيوني والبث الإذاعي الرقمي في العراق.
- البدء بترخيص خدمات الجيل الخامس في العراق.
- تنظيم ترخيص اكثر من 300 وسيلة إعلامية.
- استضافة اكثر من 3600 إعلامي عراقي وأجنبي لتغطية زيارة الأربعين.
- إطلاق مؤتمر الأربعين تحت شعار عالمية الزيارة لثلاثة سنوات متتالية.
- توقيع العديد من مذكرات التفاهم والتعاون الدولية.